# Manomissione
Con il termine manomissione (manumissio) si indica in diritto romano l'atto con cui il proprietario libera un servo dalla schiavitù.
All'interno della disciplina giuridica romana classica erano conosciute tre forme di manomissione: la manumissio vindicta, la manumissio testamento e la manumissio censu. Queste tre manumissiones si caratterizzano poiché, oltre alla libertà, consentono al servo di acquistare simultaneamente anche la cittadinanza romana, e sono dette manomissioni civili.

## Forme di manomissione

### Manumissio vindicta
La manumissio vindicta vede i suoi natali già nell'età arcaica, con un negozio formale e solenne, dove non erano tollerati condizioni o termini.
Si svolgeva davanti al magistrato, con presenti il padrone e lo schiavo. Sembra che in origine si trattasse di una finta vindicatio in libertatem, assai simile alla in iure cessio.
Il padrone, affrancatore dello schiavo (adsertor libertatis), conduceva questi di fronte a un pretore, il quale gli toccava leggermente il capo con una verga detta vindicta (vindictam imponere) e pronunciava la formula rituale; poi un littore del magistrato toccava lo schiavo con una verga, con poi la pronuncia dell'addictio secundum libertatem, permettendo allo schiavo di acquisire la libertà.
Con il passare dei secoli il rito divenne sempre più semplice, giungendo, nel diritto giustinianeo, a vedere la manumissio vindicta compiuta con una semplice dichiarazione di volontà di affrancare il servo resa dal suo padrone al magistrato.
Nel diritto romano classico la struttura dell'atto cambia radicalmente, perdendo le caratteristiche proprie della in iure cessio. Tale tipo di manomissione non ammette l'apposizione di termini o di condizioni. Questa procedura poteva essere utilizzata esclusivamente per le schiave, le quali poi divenivano libera ex iure Quiritum.

### Manumissio testamento
La manumissio testamento, che vede i suoi natali in epoca molto antica, vedendo essere già presupposta nelle XII Tavole, era la più frequente forma di manomissione, la quale avveniva con una disposizione testamentaria efficace dalla morte del testatore.
Per essa era necessario l'impiego di termini imperativi, come ad esempio «Stichus servus meus liber esto» (il mio servo Stico sia libero) e, a differenza della manumissio vindicta, era possibile apporre condizioni sospensive o termini. Lo schiavo manomesso, nel mentre della condizione o prima della scadenza del termine veniva nominato statuliber.
Era possibile, insieme, istituire come erede lo stesso servo che stava per essere liberato, ma era necessario, anche qui, l'attribuzione di libertà esplicita. Solo con Giustiniano l'attribuzione della libertà divenne implicita nell'istituzione di erede.

### Manumissio censu
Consiste nell'iscrizione dello schiavo come cittadino libero nelle liste del censimento. La portata di tale forma di manomissione è alquanto controversa per quanto concerne il diritto romano arcaico, essendo considerata come una "pratica condizione realizzativa" di una delle altre due forme. Nel diritto romano classico, invece, può a rigore considerarsi forma di manomissione di pari grado alla vindicta e alla testamento.
È detta anche manomissione di censimento; i censori quando facevano il censimento, compiuto ogni 5 anni e chiamato "lustrum", potevano sentirsi dire dal padrone di casa: "Lo schiavo non è più tra le persone schiave ma è tra le persone libere", quindi con l'iscrizione dello schiavo nelle liste del censo e, di conseguenza, tra i cittadini Romani, detti civites Romani.
Nel corso del tempo la pratica divenne sempre meno frequente, fino a quando, in età postclassica, divenne desueta.

### Altre forme di manomissione
Le tre forme di manomissione sinora considerate sono le tre principali e le uniche producenti effetti nell'ambito dello ius civile. Esistevano tuttavia in diritto romano altre forme di manumissiones, dette praetoriae, basate sulla volontà da parte del padrone di liberare lo schiavo, e non sui formalismi tipici delle manomissioni ex iure civili.
Esse sono tre: la manumissio per epistulam, la manumissio per mensam e la manumissio inter amicos.
La distinzione tra manomissioni civili e manomissioni pretorie si ridusse, col passare dei secoli, per la sempre minor richiesta di requisiti formali delle prime, culminata nella definitiva abrogazione della differenziazione tra le due categorie attuata da Giustiniano.
La distinzione tra manomissioni civili e pretorie più che altro era basata sulla possibilità riconosciuta al pretore dalla Lex Iunia Norbana (del 19 d.C.) di rifiutare l'azione al padrone che in seguito mostrasse l'intenzione di rivendicare la proprietà dello schiavo (per effetto di un favor libertatis). Perciò le nuove forme di manomissioni non erano pretorie in quanto rimedi concessi dal pretore e potevano fare acquisire solo lo status libertatis e non lo status civitatis, sicché lo schiavo veniva comunque liberato ma acquistava la cittadinanza latina e non romana (infatti erano cosiddetti latini iuniani).
Nell'epoca postclassica si affermarono altre figure di manomissione quali manumissio per epistulam, per mensam e dall'età di Costantino in poi la manumissio in ecclesia (consistente in una dichiarazione resa davanti alle autorità ecclesiastiche).